# Arcieparchia di Aleppo dei Maroniti
L'arcieparchia di Aleppo dei Maroniti (in latino Archieparchia Aleppensis Maronitarum) è una sede della Chiesa maronita in Siria. Nel 2022 contava 1600 battezzati. È retta dall'arcieparca Joseph Tobji.

## Territorio
L'arcieparchia comprende la città e la regione di Aleppo, dove si trova la cattedrale di Sant'Elia.
Il territorio è suddiviso in 5 parrocchie.

## Storia
La prima menzione della presenza di maroniti nella città di Aleppo è contenuta nella Cronaca di Michele il Siro, che riferisce eventi della prima metà dell'VIII secolo, in seguito ai quali i maroniti furono espulsi dalla città. La presenza maronita si ridusse così a poche unità. Solo nel XVII secolo, grazie all'immigrazione, la comunità maronita aleppina crebbe e fu dotata di un vescovado, benché siano incerti sia i nomi che la cronologia dei primi prelati.
Nel 1675 sono censiti circa 1.500 maroniti, mentre dieci anni dopo il loro numero è di circa 4000. Il clero maronita era per lo più ignorante e senza alcuna formazione. Supplivano a questa mancanza i missionari cappuccini, i carmelitani e i gesuiti che, a turno, predicavano nelle chiese maronite.
Tra i primi vescovi il più conosciuto è certamente Gabriel al-Blawzawi, che fu eletto patriarca della Chiesa maronita nel 1704 succedendo a Estephan Boutros El Douaihy; si deve a lui la fondazione dell'Ordine Antoniano Maronita. Germanos Farhat, uomo di cultura e studioso della lingua araba, fu il primo vescovo originario di Aleppo e probabilmente il primo a risiedere stabilmente in città.
Durante l'episcopato di Paul Aroutin, la Chiesa maronita ottenne il riconoscimento civile da parte delle autorità ottomane (1831), cosa che permise al vescovo di restaurare l'antica cattedrale di Sant'Elia, già attestata nel Seicento. Si deve al suo successore Youssef Matar la costruzione dell'odierna cattedrale: lo stesso vescovo prese parte al concilio Vaticano I e istituì nel 1857 la Imprimerie de la nation maronite, la prima autentica tipografia nella città di Aleppo.
Dal 1954 al 1977 i vescovi di Aleppo furono anche amministratori patriarcali di Laodicea (oggi eparchia di Laodicea).

## Cronotassi dei vescovi
Si omettono i periodi di sede vacante non superiori ai 2 anni o non storicamente accertati.
- Elias 'Ehdeni † (1638 - 1659)
- Andraos Akhijan Abed Al Ghal † (menzionato nel 1661)
- Joseph Hasrouni † (? - 1663 deceduto)
- Gabriel al-Blawzawi, O.A.M. † (1663 - 27 maggio 1705 eletto patriarca di Antiochia)
- Michel al-Blawzawi † (1705 - 1724 dimesso)
- Germanos (Gabriel) Farhat, O.L.M. † (1725 - 10 luglio 1732 deceduto)
- Germanos (Gabriel) Hawacheb † (1732 consacrato - 1762)
- Arsène Choukri † (1762 - 1786 deceduto)
- Gabriel Konaider † (30 settembre 1787 consacrato - 15 giugno 1802 deceduto)
- Germanos Hawa † (1804 - 1827)
- Paul Aroutin † (1829 - 21 aprile 1851 deceduto)
- Youssef Matar † (6 luglio 1851 - 14 marzo 1882 deceduto)
- Paul Hakim † (1885 - 25 febbraio 1888 deceduto)
- Germanos Chemali † (1892 - 1895 deceduto)
- Youssef Debs (Diab) † (22 marzo 1896 - dicembre 1912 deceduto)
- Michele Akras † (24 febbraio 1913 - 27 ottobre 1945 dimesso[1])
- Ignace Ziadé † (27 aprile 1946 - 26 gennaio 1952 nominato arcieparca di Beirut)
- François Ayoub † (16 aprile 1954 - 2 giugno 1966 deceduto)
- Joseph Salamé † (15 marzo 1967 - 9 giugno 1990 ritirato)
- Pierre Callaos † (9 giugno 1990 - 16 marzo 1997 deceduto)
- Youssef Anis Abi-Aad, Ist. del Prado † (7 giugno 1997 - 11 novembre 2013 dimesso)
- Joseph Tobji, dal 31 ottobre 2015

## Statistiche
L'arcieparchia nel 2022 contava 1.600 battezzati.
| anno | popolazione | popolazione | popolazione | presbiteri | presbiteri | presbiteri | presbiteri                | diaconi | religiosi | religiosi | parrocchie |
| anno | battezzati  | totale      | %           | numero     | secolari   | regolari   | battezzati per presbitero | diaconi | uomini    | donne     | parrocchie |
| ---- | ----------- | ----------- | ----------- | ---------- | ---------- | ---------- | ------------------------- | ------- | --------- | --------- | ---------- |
| 1959 | 2.800       | 1.500.000   | 0,2         | 7          | 7          |            | 400                       |         |           |           | 3          |
| 1970 | 3.200       | 1.700.000   | 0,2         | 5          | 5          |            | 640                       |         |           |           | 4          |
| 1980 | 3.320       | ?           | ?           | 6          | 6          |            | 553                       |         |           |           | 2          |
| 1990 | 3.230       | ?           | ?           | 10         | 7          | 3          | 323                       |         | 3         |           | 5          |
| 1998 | 4.105       | ?           | ?           | 10         | 8          | 2          | 410                       |         | 2         |           | 4          |
| 2001 | 4.105       | ?           | ?           | 11         | 9          | 2          | 373                       |         | 2         |           | 4          |
| 2002 | 4.105       | ?           | ?           | 9          | 9          |            | 456                       |         |           |           | 4          |
| 2003 | 4.105       | ?           | ?           | 9          | 9          |            | 456                       |         |           |           | 5          |
| 2004 | 4.105       | ?           | ?           | 9          | 9          |            | 456                       |         |           |           | 5          |
| 2006 | 4.000       | ?           | ?           | 8          | 8          |            | 500                       |         |           |           | 5          |
| 2009 | 4.000       | ?           | ?           | 7          | 7          |            | 571                       |         |           |           | 5          |
| 2012 | 4.000       | ?           | ?           | 7          | 7          |            | 571                       |         |           |           | 5          |
| 2015 | 4.000       | ?           | ?           | 7          | 7          |            | 571                       |         |           |           | 4          |
| 2018 | 1.600       | ?           | ?           | 5          | 5          |            | 320                       |         |           |           | 4          |
| 2020 | 1.600       | ?           | ?           | 5          | 5          |            | 320                       |         |           |           | 4          |
| 2022 | 1.600       | ?           | ?           | 5          | 5          |            | 320                       |         |           |           | 5          |